# Jozef Mihalkovič
Jozef Mihalkovič (30. ledna 1935, Veľké Kostoľany, ČSR) je slovenský básník a překladatel.
Mihalkovič se narodil v rodině obchodníka. Své vzdělání získal v Trnavě, v Bratislavě a v Pardubicích, kde v letech 1953-1959 studoval na vysoké škole chemii. Pracoval potom v cementárně v Stupavě, později tohoto povolání zanechal, aby se mohl věnovat své literární práci. V letech 1964-1965 byl ředitelem Muzea Ľudovíta Štúra v Modré, v letech 1966-1967 byl redaktorem ve vydavatelství Slovenský spisovatel. V letech 1968-1973 pracoval v Československém rozhlase v Bratislavě. V letech 1973-1977 působil v redakci časopisu Revue světové literatury, v letech 1977-1978 byl redaktorem časopisu Romboid a od roku 1981 působil opět ve vydavatelství Slovenský spisovatel. V 90. letech 20. století pracoval v Národním literárním centru.

## Tvorba
První díla začal publikovat v časopisech Mladá tvorba a Kultúrny život, knižně debutoval v roce 1962 sbírkou básní Lítost. Ve svých dílech se zaměřuje na věcnost a konkrétnost věcí, které vytvářejí jeho životní pocit, názor a zkušenosti. Do básní vkládá mnoho autobiografických prvků, věnuje se popisu rodného kraje, rodiny, svého pracovního prostředí. Kromě vlastní tvorby se také věnoval překladům z francouzské a anglické literatury, zejména poezie.

## Dílo

### Básnické sbírky
- 1962-Ľútosť
- 1965-Zimoviská
- 1974-Kam sa náhlite
- 1978-Približné položenie
- 1988-Príležitostné básne

### Výběry
- 1972-Albá